# Corporate Animals
Corporate Animals és una pel·lícula estatunidenca de comèdia de terror del 2019 dirigida per Patrick Brice i escrita per Sam Bain. La pel·lícula és protagonitzada per Jessica Williams, Karan Soni, Isiah Whitlock Jr., Martha Kelly, Dan Bakkedahl, Calum Worthy, Jennifer Kim, Nasim Pedrad, Ed Helms i Demi Moore. S'ha subtitulat al català.
Corporate Animals es va estrenar al Festival de Cinema de Sundance el 29 de gener de 2019 i es va estrenar als Estats Units el 20 de setembre de 2019 per Screen Media Films. Les crítiques generalment foren negatives.

## Argument
Lucy és la CEO abusiva, poc ètica i egoista d'Incredible Edibles, el primer proveïdor estatunidenc de vaixella comestible. En un esforç per salvar la seva empresa fallida, obliga els seus empleats a fer un exercici de formació d'equips a Nou Mèxic que comença amb la tasca de moure una roca gegant de formigó a un camió. Després de no empènyer la roca, intenten utilitzar un tronc gran com a palanca per fer rodar la roca. Aquest intent també falla quan el tronc es trenca, disparant una peça a la cama de l'Aidan (l'intern).
Després d'aquest exercici fallit, l'equip s'embarca en una caminada dirigida per Brandon, el seu indiferent guia turístic. Mentre que Brandon suggereix que prenguin la ruta del principiant, la Lucy obliga a tothom a baixar per la ruta avançada a un sistema de coves proper. Després de fer espeleologia per un passadís estret, el grup entra en una gran caverna que està il·luminada per un petit generador. Mentre el grup explora la caverna, es produeix un petit terratrèmol que desconcerta el grup. En pànic, Brandon intenta sortir per l'entrada ara encara més estreta, però és aixafat fins a la mort per una rèplica que deixa anar les roques que hi ha sobre ell.
Atrapat dins de la cova, el grup baixa ràpidament al caos. Aidan comença a al·lucinar. El grup explica que el sobrenom de Freddie (FT) en realitat significa "Fuck Toy" perquè Freddie i Lucy mantenen una relació sexual, tot i que Freddie revela que Lucy en realitat l'està "Weinsteinning". També ens assabentem que l'empresa de la Lucy té greus problemes financers, que la Lucy roba les bones idees del grup i que es nega a donar a la Gloria un bitllet d'un dòlar per utilitzar-lo com a paper higiènic (malgrat que és el seu aniversari). Després d'aquestes revelacions, el grup expressa el seu immens odi cap a la Lucy, que es defensa arrogant.
Després d'haver tingut només un paquet de coberteria comestible que l'Aidan va portar, el grup ràpidament es va quedar sense menjar i decideix canibalitzar en Brandon. Quan comencen a repartir el seu cos, descobreixen que li falta un braç que finalment es troba entre les coses de Lucy. Després d'això, la Lucy perd el control total del grup. La situació empitjora quan el generador es queda sense electricitat, submergint el grup a la foscor. La Lucy ataca la Jess després d'una confrontació verbal i Freddie l'empeny en un esforç per ajudar la Jess. La Lucy cau i es colpeja el cap contra una roca a terra, quedant immòbil. Mentre s'estira a terra, Lucy amenaça i menystè Freddie.
Aleshores, el grup escolta un trepant a la part superior de la cova, i Jess reuneix els treballadors per moure una gran roca amb una palanca per tal d'apressar-se al seu rescat. La roca cau i aixafa la Lucy just quan el trepant travessa la part superior de la cova. A l'entrevista següent, el grup explica la seva experiència, mentint sobre el comportament de la Lucy i el comportament de Brandon perquè apareguin millor del que eren.

## Repartiment
- Demi Moore com a Lucy Vanderton
- Ed Helms com a Brandon
- Jessica Williams com a Jess
- Karan Soni com a Freddie
- Isiah Whitlock Jr. com a Derek
- Calum Worthy com Aidan
- Dan Bakkedahl com a Billy
- Martha Kelly com a Gloria
- Nasim Pedrad com a Suzy
- Jennifer Kim com a May
- Britney Spears com a Fantasma d’ella mateixa (veu)[3]

## Producció
El maig de 2018, es va anunciar que Sharon Stone, Ed Helms i Jessica Williams participaran en la pel·lícula, amb Patrick Brice dirigint a partir d'un guió de Sam Bain. Keith Calder, Jessica Calder, Mike Falbo i Helms produiran la pel·lícula, sota les seves banderes de Snoot Entertainment i Pacific Electric, respectivament. El juny de 2018, Demi Moore es va unir al repartiment de la pel·lícula, substituint Stone, al costat de Karan Soni, Isiah Whitlock Jr., Calum Worthy, Dan Bakkedahl, Martha Kelly, Jennifer Kim i Nasim Pedrad, que també es van unir al repartiment de la pel·lícula.
La fotografia principal va començar el juny de 2018, a Santa Fe (Nou Mèxic).

## Estrena
Es va estrenar al Festival de Cinema de Sundance el 29 de gener de 2019. Poc després, Screen Media Films  va adquirir els drets de distribució de la pel·lícula. Va ser llançada el 20 de setembre de 2019..

## Recepció
Al lloc web de l'agregador de ressenyes Rotten Tomatoes, el 25% de les 51 ressenyes són positives, amb una valoració mitjana de 4,1/10. El consens crític del lloc web diu: "La cultura corporativa pot semblar una selecció fàcil per a la sàtira, però el mitjà Corporate Animals demostra que fins i tot els objectius més amplis es poden perdre"